# Kuc feliński

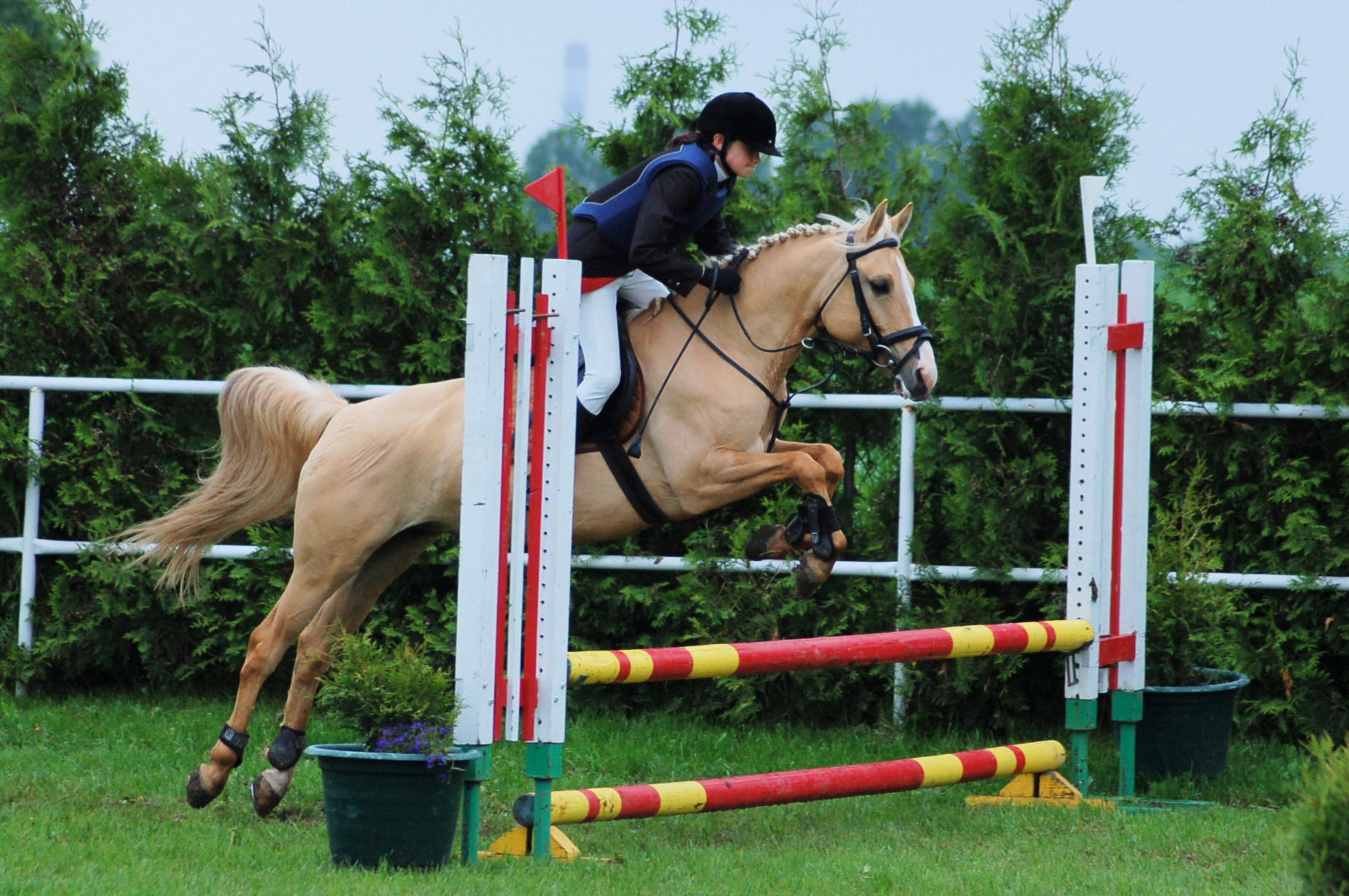
Klacz kuca felińskiego Karotka.

Kuc feliński – polska populacja rasowa koni w typie kuca wierzchowego wyhodowanego w Lublinie przez pracowników Uniwersytetu Przyrodniczego w Lublinie (dawniej Akademia Rolnicza w Lublinie). Nazwa  rasy pochodzi od miejsca wyhodowania pierwszych przedstawicieli rasy – Gospodarstwa Doświadczalnego Uniwersytetu Przyrodniczego w Lublinie – Felin.
Oznaczenie symoliczne rasy: kf.
Piętno rasowe: stylizowane litery kf na lewym udzie.

## Historia hodowli
Historia tej populacji rasowej jest bardzo krótka w kontekście zagadnienia hodowli koni, gdyż rozpoczęła się w 1973 roku wraz z narodzinami klaczy Gracja, która stała się protoplastką najbardziej znanej linii kuców felińskich. Założycielem rasy był zmarły 16 kwietnia 2012 roku prof. dr hab. Ewald Sasimowski.
Ideą prac było stworzenie polskiej rasy wszechstronnego kuca o dużej przydatności wierzchowej, z predyspozycjami do uczestnictwa w rywalizacji sportowej. Wśród polskich ras koni brakowało takiej, która byłaby mała wzrostem, a jednocześnie miała cechy użytkowe koni szlachetnych.
Autorami koncepcji hodowlanej był zespół pracowników Zakładu Hodowli Koni Wydziału Zootechnicznego Akademii Rolniczej w Lublinie (obecnie Katedra Hodowli i Użytkowania Koni Uniwersytetu Przyrodniczego w Lublinie) pod kierownictwem profesora Ewalda Sasimowskiego. W latach 90. XX w. opiekę nad hodowlą przejął dr Ryszard Kolstrung, prof. UP, który sprawuje ją do chwili obecnej (2010), pełniąc również obowiązki Prezesa Koła Hodowców Kuców Felińskich (KHKF) przy Lubelskim Związku Hodowców Koni. KHKF gromadzi miłośników rasy, jest odpowiedzialne za opracowanie programu hodowlanego oraz komunikację z PZHK. Jest także organizatorem Przeglądów Hodowlanych i pokazów użytkowych.
W 2010 roku populacja kuców felińskich liczyła ponad 800 koni.

## Wzorzec rasy
To kuc w typie wszechstronnie użytkowym o cechach konia szlachetnego (miniatura konia małopolskiego) – o szlachetnej sylwetce, o dość długich liniach i suchej konstytucji, poruszający się wydajnymi chodami, posiadający żywy temperament ale zrównoważony charakter, o predyspozycjach głównie wierzchowych, ale z cechami przydatności także do pracy w zaprzęgu. Typowy osobnik to koń o wysokości w kłębie wynoszącej 125–136 cm. Jednak ze względu na stosunkowo niedługi czas istnienia tej populacji, jej historyczne uwarunkowania wśród uznanych kuców felińskich spotyka się także zwierzęta o wzroście pomiędzy 117 a 148 cm. Dopuszczalne są wszystkie maści.

## Pochodzenie rasy
Kuc feliński jest wynikiem łączenia najlepszych cech polskich ras kuców prymitywnych z cechami użytkowymi koni ras szlachetnych obecnych w polskiej tradycji hodowlanej, przy niewielkim udziale kuców hodowli zagranicznej. Przedstawiciele tych ras, którzy zostali wykorzystani w hodowli kuców felińskich, wprowadzili do nowej populacji następujące cechy:
- konik polski – odporność na choroby, małe wymagania bytowe zgodne z polskimi warunkami środowiskowymi, wysoka rozrodczość;
- hucuł – wytrzymałość, przystosowanie do polskich warunków środowiskowych, umaszczenie srokate;
- koń czystej krwi arabskiej – suchość tkanki, uroda, efektywność i efektowność chodów, proporcje budowy ciała (sylwetka wpisana w kwadrat), wytrzymałość;
- koń małopolski – uroda, przystosowanie do polskich warunków środowiskowych, żywy temperament, uniwersalność użytkowa, umaszczenie srokate i tarantowate;
- kuc szetlandzki – niski wzrost, małe wymagania bytowe;
- kuc walijski – żywy temperament przy łagodnym charakterze, uroda, uniwersalność użytkowania, przydatność sportowa, umaszczenie izabelowate.

## Użytkowość
Kuce felińskie są używane jako konie wierzchowe, zaprzęgowe i w hipoterapii.

## Hodowla
Według oficjalnych przepisów Polskiego Związku Hodowców Koni, kuce felińskie nie są rasą, lecz populacją rasową.
Pierwszym etapem uznania programu hodowlanego było wprowadzenie kuców felińskich do I Rejestru Małych Koni i Kuców, wydanego w 1995 roku, gdzie stanowiły one najliczniejszą grupę z udokumentowanym pochodzeniem. W kolejnej edycji Rejestru (rok 2003) kuce felińskie otrzymały osobny dział (dział III). W chwili obecnej trwają prace nad przygotowaniem III edycji Rkkm.
Do Rejestru Kuców i Koni Małych w dziale III – kuce felińskie wpisuje się kuce (posiadające udokumentowane obustronnie pochodzenie), których przynajmniej jedno z rodziców jest kucem felińskim. W przypadku, gdy drugie jest innej rasy, musi być udowodnionym pochodzeniowo przedstawicielem ras wyjściowych tzn: czystej krwi arabskiej (oo), konika polskiego (kn), konia małopolskiego (m), kuca walijskiego (kuc wal.) lub ich pochodnych (np. arabokonik).
Wpis dorosłych osobników do Rejestru dokonywany jest dopiero po uzyskaniu licencji hodowlanej na podstawie oceny pokroju i użytkowości tzn. dla klaczy minimum 70 punktów bonitacyjnych (w tym 13 za typ) oraz stwierdzona źrebność lub urodzone źrebię, dla ogierów minimum 75 pkt bonitacyjnych (w tym 13 za typ) i pozytywnie zaliczona próba użytkowości.
Obecnie każde źrebię urodzone po minimum jednym z rodziców kucu felińskim, spełniające warunki wpisu do działu III Rejestru Kuców i Małych Koni, powinno mieć podane w paszporcie PZHK określenie rasowe „kuc feliński” podobnie jak jedno lub oboje z jego rodziców, a każdy hodowca ma prawo do upomnienia się o taki zapis.
Priorytetem działania Koła Hodowców Kuców Felińskich jest uzyskanie dla tej populacji miana rasy polskiej oraz opracowanie i wydanie księgi stadnej.